# Sauter-Finegan Orchestra
Het Sauter-Finegan Orchestra was een Amerikaanse swing-jazzband die populair was in de jaren 50.
Het orkest werd geleid door Eddie Sauter en Bill Finegan, die beiden veel ervarig hadden als arrangeurs van big bands. Sauter, die mellofoon, trompet en drums bespeelde, had zijn opleiding gevolgd aan de Columbia-universiteit en de Juilliard School; Finegan had gestudeerd aan de Conservatoire national supérieur de musique te Parijs. De begonnen in 1952 met het opnemen van muziek waarbij ze gebruik maakten van inventieve arrangementenen ongebruikelijke instrumenten, zoals de kazoo en het slaan op de menselijke borstkas.
Ze verschenen voor het eerst in de hitlijsten met Doodletown Fifers, dat ook de tune werd van het Nederlandse radioprogramma Vijftig pop of een envelop. Niet veel later volgden Nina Never Knew en The Moon is Blue. Na het succes van hun singles stelden ze een 21-koppig ensemble samen om vanaf 1953 mee te gaan toeren. Dit werd echter geen succes, waarna ze in 1955 na forse financiële verliezen weer met toeren stopten.
In maart 1957 hief het duo de groep op en verhuisde Sauter naar Duitsland; Finegan bleef werken als arrangeur. In 1959 gingen ze opnieuw de studio in om een nieuw album uit te brengen genaamd Return of the Doodletown Fifers, en om jingles op te nemen voor reclames. Na Sauters overlijden in 1981 gebruikte Finegan de naam Sauter-Finegan Orchestra opnieuw voor concerten in New York in de jaren 80.

## Discografie
- New Directions in Music (Bluebird, 1952)
- The Sound of the Sauter-Finegan Orchestra (RCA Victor, 1952)
- Inside Sauter-Finegan (Victor, 1953)
- Concert Jazz (RCA, 1954)
- Concerto for Jazz Band and Symphony Orchestra (RCA, 1954) (met Fritz Reiner en het Chicago Symphony Orchestra)
- The Sons of Sauter-Finegan (RCA, 1954)
- Adventure in Time (RCA, 1956)
- Under Analysis (RCA, 1956)
- Straight Down the Middle (RCA, 1957)
- Return of the Doodletown Fifers (United Artists, 1960)